# André Hamann
André Hamann (Oberhausen, 12 agosto 1987) è un modello tedesco e fashion influencer.

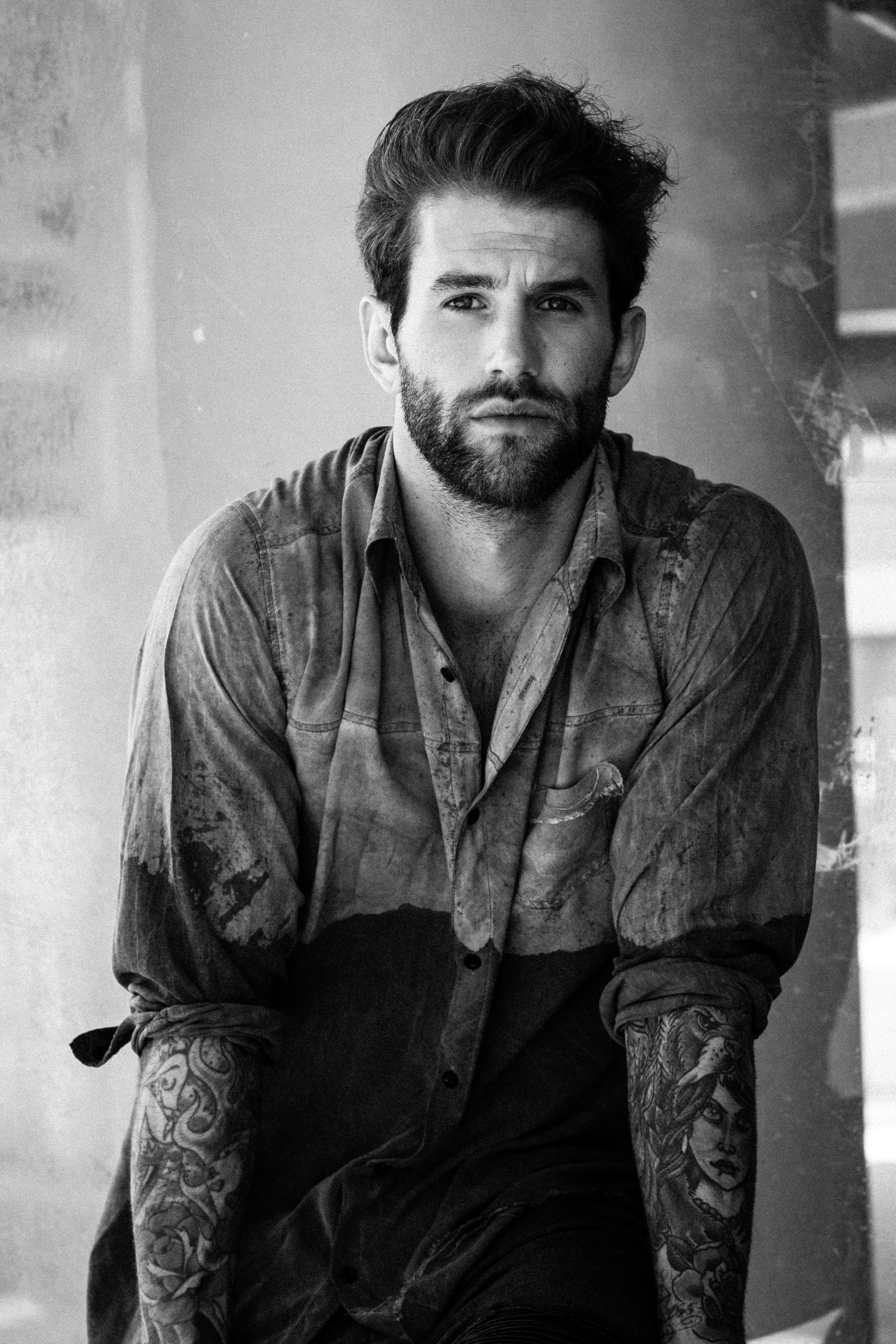
André Hamann

Hamann è nato a Oberhausen nel 1987 e comincia la carriera di modello per caso quando viene scoperto a Vienna mentre lavorava in un negozio di H&M, uno scout gli ha offerto un provino come modello. Da allora, ha lavorato per brand di lusso come Hugo Boss Underwear e Calvin Klein, ed è diventato testimonial per le campagne pubblicitarie di Men's Health, GQ, Cosmopolitan, Esquire e Vogue; inoltre, insieme alla sua socia Sandra, ha creato una propria casa di abbigliamento indipendente, da lui finanziata. È su Instagram che André Hamann è diventato virale postando quotidianamente scatti dei suoi muscoli e dei suoi tatuaggi e selfie seminudo.
Nel 2015,è tra i protagonisti della campagna del catalogo Autunno/Inverno 2015/2016 di Tezenis Underwear, ed è stato scelto come protagonista per uno spot pubblicitario di Calvin Klein. Sempre nello stesso anno, è lui il protagonista di un photoshoot per pubblicizzare "lo stile macho" della linea di intimo uomo Sloggi Autunno/Inverno 2015/2016.
Tra le sue apparizioni come modello pubblicitario figura anche quella per la campagna internazionale del catalogo di Diesel intitolata "Rules For Successful Living", nella quale è stato fotografato da Terry Richardson divenendo il volto della collezione per la Rule #26 "Feel it on inside". Nel 2017, viene annunciato che il modello è il nuovo volto scelto da Trussardi per lo spot della fragranza maschile Riflesso.